# Mulegé
Mulegé és un municipi a la Baixa Califòrnia Sud a la part nord-central de l'estat. Limita al nord amb l'estat de Baixa Califòrnia, al sud amb Comondú, a l'oest amb Oceà Pacífic i a l'est amb Loreto i el Mar de Cortés. Santa Rosalía és el cap de municipi i principal centre de població d'aquesta municipalitat.